# René Bünter
 (avril 2017).
Si vous disposez d'ouvrages ou d'articles de référence ou si vous connaissez des sites web de qualité traitant du thème abordé ici, merci de compléter l'article en donnant les références utiles à sa vérifiabilité et en les liant à la section « Notes et références ».
René Bünter, né le 21 mai 1969, est une personnalité politique suisse membre de l'Union démocratique du centre. 

## Biographie
Depuis 2016, il est conseiller d'État du canton de Schwytz.

## Lien et références externes
- Website von René Bünter
- René Bünter sur la page du gouvernement schwytzois
- René Bünter auf der Website der SVP